# رمینگتون ام‌اس‌آر
رمینگتون ام‌اس‌آر (به انگلیسی: Remington MSR) یک اسلحهٔ تک‌تیراندازی با عملکرد دستی (گلنگدنی Bolt-Action) می‌باشد که توسط صنایع رمینگتون در ایالات متحدهٔ آمریکا و برای استفادهٔ ارتش این کشور ساخته شده و توسعه یافته‌است. این اسلحه در سال ۲۰۰۹ معرفی شد و به گونه‌ای طراحی شده‌است که نیازهای مدنظر ستاد فرماندهی عملیات ویژه ایالات متحده آمریکا (USSOCOM یا SOCOM) را برآورده کند. نام این اسلحه کوتاه شدهٔ عبارت ''اسلحهٔ تک‌تیراندازی ماژولار'' (به انگلیسی: Modular Sniper Rifle) است. ماژولار در اصطلاح نظامی به سلاح‌هایی گفته می‌شود که با تغییرات اندک و سریعی قابلیت استفاده از فشنگ‌های با کالیبر مختلف، لوله‌های با طول مختلف و دیگر قطعات اصلی را دارند. این سلاح قابلیت جداسازی قطعات برای افزایش راحتی حمل و نقل نیز دارد
اگرچه این اسلحه در سال ۲۰۰۹ معرفی شد اما ورود آن به سازمان رزم ارتش ایالات متحدهٔ آمریکا به سال ۲۰۱۳ و برنامهٔ ارتش این کشور برای یک اسلحهٔ تک‌تیراندازی با دقت بسیار بالا به منظور جانشینی کلیهٔ سلاح‌های گلنگدنی موجود در ارتش برمی‌گردد. این برنامه ''اسلحهٔ تک‌تیراندازی با دقت بالا'' (به انگلیسی: (Precision Sniper Rifle (PSR) نام داشت و در پی این ماجرا رقابتی بین شرکت‌های مطرح اسلحه‌سازی درگرفت که در نهایت ام‌اس‌آر از شرکت رمینگتون برنده شد و با نام رسمی ''Remington MK-21 Precision Sniper Rifle'' به سازمان رزم ارتش ایالات متحدهٔ آمریکا درآمد. پس از این ماجرا شرکت رمینگتون در یک قرارداد ۷۹٫۹ میلیون دلاری متعهد به ساخت ۵٬۱۵۰ قبضه ام‌اس‌آر به همراه صدا خفه‌کن و ۴٬۶۹۶٬۸۰۰ فشنگ برای ده سال آینده شد.

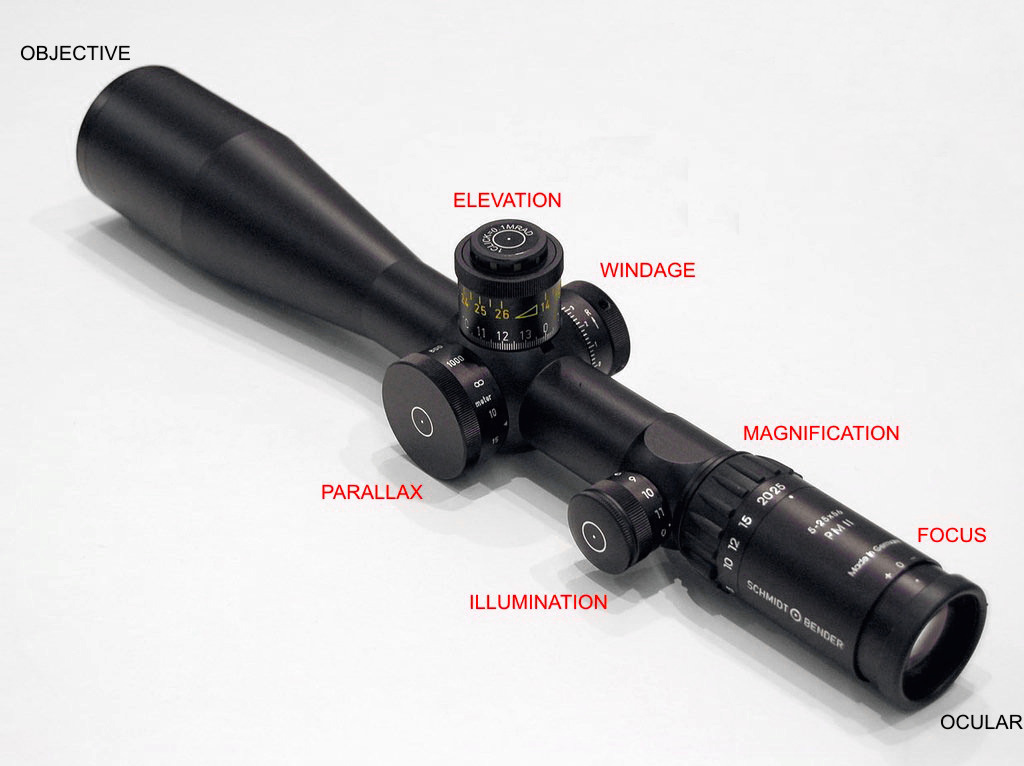
نمایی از دوربین Schmidt & Bender 5-25x56 PMII و کنترل‌های آن.

همان‌طور که اشاره شد سیستم عملکرد این اسلحه به صورت گلنگدنی است یعنی گلنگدن باید پس از هربار شلیک به منظور خروج پوکه و مسلح‌سازی مجدد کشیده شود. سیستم قفل ام‌اس‌آر از نوع قفل چرخشی است. شاسی اصلی این اسلحه از یک آلیاژ آلومینیومی ساخته شده‌است و لولهٔ اسلحه از نوع شناور (به انگلیسی: Free-Floated) است که در سایر اسلحه‌های مدرن و هم کلاس ام‌اس‌آر نیز استفاده می‌شود. مدلی از ام‌اس‌آر که برندهٔ رقابت PSR شد، یک مدل اصلاح‌شده از ام‌اس‌آر پایه و اصلی است که قابلیت استفاده از کالیبرهای ۵۱×۷٬۶۲ میلیمتر استاندارد ناتو، ۳۰۰. وینچستر مگنوم، ۳۳۸. نورما مگنوم و ۳۳۸. لاپوا مگنوم را داراست. از دوربین‌هایی که به‌طور معمول روی این اسلحه نصب می‌شوند می‌توان به اشمیت و بندر ۵۶×۲۵–۵ PMII و لئوپولد و استیونز مارک ۴ اشاره کرد.
از کاربران دیگر ام‌اس‌آر می‌توان به برزیل (فرماندهی نیروهای ویژه)، کلمبیا (نیروهای ویژه)، فرانسه (ارتش این کشور)، ایتالیا (نیروهای مسلح)، مکزیک (نیروهای ویژه) و اسرائیل اشاره کرد.